# VL Tuisku

## Biến thể
- Tuisku
- Tuisku I
- Tuisku II

## Quốc gia sử dụng
Phần LanKhông quân Phần Lan

## Tính năng kỹ chiến thuật (Landplane)
Dữ liệu lấy từ Grey 1972, tr. 101c
Đặc tính tổng quan
- Kíp lái: 2
- Chiều dài: 9,35 m (30 ft 8 in)
- Sải cánh trên: 12,10 m (39 ft 8 in)
- Sải cánh dưới: 10,28 m (33 ft 9 in)
- Chiều cao: 3,26 m (10 ft 8 in)
- Diện tích cánh: 33,65 m2 (362,2 foot vuông)
- Trọng lượng rỗng: 990 kg (2.183 lb)
- Trọng lượng cất cánh tối đa: 1.625 kg (3.583 lb)
- Động cơ: 1 × Armstrong Siddeley Lynx IVC , 160 kW (215 hp)

Hiệu suất bay
- Vận tốc cực đại: 207 km/h (129 mph; 112 kn)
- Vận tốc hành trình: 170 km/h (106 mph; 92 kn)
- Tầm bay: 1.150 km (715 mi; 621 nmi)
- Trần bay: 4.400 m (14.436 ft)
- Vận tốc lên cao: 2,80 m/s (551 ft/min)
- Tải trên cánh: 48,3 kg/m2 (9,9 lb/foot vuông)

## Notes and references
- Grey, C.G. (1972). Jane's All the World's Aircraft 1938. London: David & Charles. ISBN 0-7153-5734-4.